# Mossfuktspindel
Mossfuktspindel (Robertus lividus) är en spindelart som först beskrevs av John Blackwall 1836.  Mossfuktspindel ingår i släktet fuktspindlar, och familjen klotspindlar. Arten är reproducerande i Sverige. Inga underarter finns listade i Catalogue of Life.